# Міжнародна федерація джіу-джитсу
Міжнародна федерація дзюдзюцу (англ. Ju-Jitsu International Federation; скор. — JJIF) — міжнародна спортивна організація, що займається розвитком дзюдзюцу як виду спорту та бойового мистецтва, а також підготовкою і проведенням змагань із цього виду єдиноборств. Федерація проводить змагання за першість із дзюдзюцу на регіональному, континентальному і світовому рівні. Організація заснована у 1977 році як Європейська федерація дзюдзюцу, а у 1987 році перетворена на Міжнародну федерацію дзюдзюцу (первинною назвою була International Ju-Jitsu Federation (IJJF), а с 1998 року - Ju-Jitsu International Federation (JJIF)). З цього часу активно діє: під егідою організації проводяться навчальні та змагальні збори, семінари, турніри та чемпіонати. До складу федерації входять національні асоціації дзюдзюцу 72-х країн, в тому числі й України. Міжнародна федерація дзюдзюцу є членом Всесвітньої асоціації міжнародних спортивних федерацій (GAISF).

## Чемпіонати і турніри
Під егідою Міжнародної федерації дзюдзюцу проводяться такі спортивні заходи:
- Чемпіонат світу з дзюдзюцу
- Чемпіонат Європи з дзюдзюцу
- Балканський відкритий турнір з дзюдзюцу
- Середземноморський відкритий турнір з дзюдзюцу

## Похідні організації
В структуру Міжнародної федерації дзюдзюцу входять кілька похідних організацій — незалежних філій:
- Американська федерація дзюдзюцу (USJJF)[2]
- Африканська федерація дзюдзюцу (JJAFU)[3]
- Європейська федерація дзюдзюцу (JJEU)[3]
- Панамериканська федерація дзюдзюцу (PAJJU)[3]